# Chippenham (circonscription britannique)
Pour les articles homonymes, voir Chippenham (homonymie).
Circonscription parlementaire de la Chambre des communes
La circonscription de Chippenham est une circonscription située dans le Warwickshire, et représentée à la Chambre des communes du Parlement britannique depuis 2024 par Sarah Gibson des Libéraux-démocrates.

## Géographie
La circonscription comprend :
- les villes de Chippenham, Melksham, Corsham et Bradford on Avon.

## Députés
Les Members of Parliament (MPs) de la circonscription sont :
La circonscription apparue en 1386 et fut entre autres représentée par Edward Maria Wingfield (1593-1597), Thomas Tollemache (1692-1694), Samuel Fludyer (1754-1768), Robert Peel (1812-1817), George Spencer-Churchill (1818-1820) et William Henry Fox Talbot (1832-1835).
1868-1983
| Législature                   | Années    | Député               | Député                | Parti        |
| ----------------------------- | --------- | -------------------- | --------------------- | ------------ |
| Chippenham                    |           |                      |                       |              |
| 20e                           | 1868–1874 |                      | Gabriel Goldney       | Conservateur |
| 21e                           | 1874–1880 |                      | Gabriel Goldney       | Conservateur |
| 22e                           | 1880–1885 |                      | Gabriel Goldney       | Conservateur |
| 23e                           | 1885–1886 |                      | Banister Fletcher     | Libéral      |
| 24e                           | 1886–1887 |                      | Henry Brudenell-Bruce | Conservateur |
| 25e                           | 1892–1895 | John Dickson-Poynder |                       | Conservateur |
| 26e                           | 1895–1900 | John Dickson-Poynder |                       | Conservateur |
| 27e                           | 1900–1905 | John Dickson-Poynder |                       | Conservateur |
| 27e                           | 1905-1906 | John Dickson-Poynder |                       | Libéral      |
| 28e                           | 1906–1910 | John Dickson-Poynder |                       | Libéral      |
| 29e                           | 1910–1910 |                      | George Terrell        | Conservateur |
| 30e                           | 1910–1918 |                      | George Terrell        | Conservateur |
| 31e                           | 1918–1922 |                      | George Terrell        | Conservateur |
| 32e                           | 1922–1923 |                      | Alfred James Bonwick  | Libéral      |
| 33e                           | 1923–1924 |                      | Alfred James Bonwick  | Libéral      |
| 34e                           | 1924–1929 |                      | Victor Cazalet        | Conservateur |
| 35e                           | 1929–1931 |                      | Victor Cazalet        | Conservateur |
| 36e                           | 1931–1935 |                      | Victor Cazalet        | Conservateur |
| 37e                           | 1935–1943 |                      | Victor Cazalet        | Conservateur |
| 37e                           | 1943-1945 | David Eccles         |                       | Conservateur |
| 38e                           | 1945–1950 | David Eccles         |                       | Conservateur |
| 39e                           | 1950–1951 | David Eccles         |                       | Conservateur |
| 40e                           | 1951–1955 | David Eccles         |                       | Conservateur |
| 41e                           | 1955–1959 | David Eccles         |                       | Conservateur |
| 42e                           | 1959–1962 | David Eccles         |                       | Conservateur |
| 42e                           | 1962-1964 | Daniel Awdry         |                       | Conservateur |
| 43e                           | 1964–1966 | Daniel Awdry         |                       | Conservateur |
| 44e                           | 1966–1970 | Daniel Awdry         |                       | Conservateur |
| 45e                           | 1970–1974 | Daniel Awdry         |                       | Conservateur |
| 46e                           | 1974–1974 | Daniel Awdry         |                       | Conservateur |
| 47e                           | 1974–1979 | Daniel Awdry         |                       | Conservateur |
| 48e                           | 1979–1983 | Richard Needham      |                       | Conservateur |
| Remplacée par North Wiltshire |           |                      |                       |              |

Depuis 1983
| Législature                          | Années        | Député | Député           | Parti             |
| ------------------------------------ | ------------- | ------ | ---------------- | ----------------- |
| Créée de Westbury et North Wiltshire |               |        |                  |                   |
| 55e                                  | 2010–2015     |        | Duncan Hames     | Libéral-démocrate |
| 56e                                  | 2015–2017     |        | Michelle Donelan | Conservateur      |
| 57e                                  | 2017–2019     |        | Michelle Donelan | Conservateur      |
| 58e                                  | 2019–2024     |        | Michelle Donelan | Conservateur      |
| 59e                                  | 2024-en cours |        | Sarah Gibson     | Libéral-démocrate |